# Talo (biología)

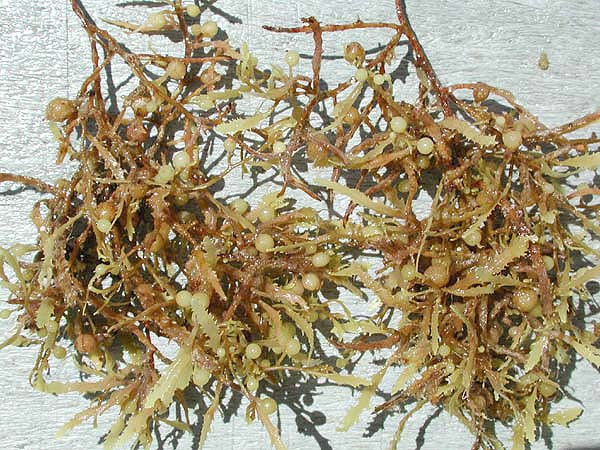
Talo de Sargassum

Talo, latinizado del griego θαλλός (thallos), significa "brote verde" o "ramita", se utiliza para referirse al tejido vegetativo de algunos organismos de grupos diversos como algas, hongos, algunos hepáticas, líquenes, y mohos mucilaginosos. Anteriormente se englobaba a estos grupos de organismos como talófitas. Sin embargo, como se trata de un grupo polifilético de organismos poco relacionados, este término no se utiliza más.
También es la estructura pluricelular propia de las algas, hongos y algunas plantas y que consta de tres elementos básicos: haptera, estipe y laminillas. En el caso de los hongos acostumbra a llamarse micelio.
Puede existir algún grado de especialización entre las células, pero no hay tejidos diferenciados.
Por lo general el talo hace referencia a todo el cuerpo de un organismo no desplazable multicelular en el cual no existe una organización de tejidos para conformar órganos.  A pesar de que los talos no poseen partes organizadas y distintivas (hojas, raíces y estipes) como si las tienen las plantas vasculares, pueden tener estructuras análogas que se asemejan a  "equivalentes" vasculares. Las estructuras análogas poseen una función o estructura macroscópica similar, pero una estructura microscópica diferente; por ejemplo, el talo no posee tejido vascular. En casos excepcionales tales como la Lemnoideae, donde la estructura de una planta vascular se asemeja a un talo, se dice que posee una estructura taloide.
Los seres vivos con este tipo de organización dependen completamente de la humedad del medio para obtener agua.
Tipos de talo
- Unicelular (levaduras)
- Micelial (hongos filamentosos)

Funciones del talo
- Vegetativas
- Reproductivas
- Formación de estructuras de resistencia